# Inokulacja

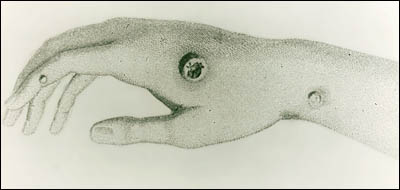
Przykład inokulacji ospą prawdziwą na dłoni

Inokulacja (łac. inoculare) – wprowadzenie do danego ustroju patogenu w postaci wirusa, bakterii, grzyba lub pasożyta.
Wprowadzenie patogenu może nastąpić naturalnie poprzez przeniesienie przez owada kłującego (np. komara) lub wiatr. Wprowadzenie sztuczne wykorzystywane jest do szczepienia lub doświadczeń fitopatologicznych.
Obecnie słowo inokulacja używane jest głównie jako określenie szczepienia roślin poprzez wprowadzenie odpowiednich bakterii, grzybów mykoryzowych lub nawozów. Inokulacja może zostać przeprowadzana bezpośrednio na części rośliny (inokulacja korzenia, inokulacja pnia, inokulacja pniaka, szczepienie ziarna siewnego) lub też poprzez wprowadzenie odpowiednich dodatków do gleby (np. nawozu – inokulacja gleby).
W przeszłości praktykowano inokulację (szczepienie) ludzi za pomocą wirusa krowianki w celu ochrony przed ospą prawdziwą.

## Ujęcie epidemiologiczne
W epidemiologii inokulacja jest jedną z dróg szerzenia się zakażenia w mechanizmie kontaktu pośredniego. Rozumie się ją jako ekspozycję na zakażoną krew lub inny materiał zakaźny poprzez naruszenie ciągłości tkanek. W tym przypadku nośnikiem jest przedmiot powodujący naruszenie ciągłości tkanek.
Spotykamy się z dwoma sposobami inokulacji:
1. Celowe naruszenie ciągłości tkanek z zaniedbaniem zasad sterylności:
- medyczne zabiegi inwazyjne:

- przetoczenie zakażonej krwi
- iniekcje
- inne zabiegi inwazyjne, w tym operacje

- Niemedyczne techniki inwazyjne z zaniedbaniem zasad sterylności:

- paramedyczne (np. akupunktura)
- kosmetyczne (np. przekłuwanie uszu)
- tatuaż
- zażywanie narkotyków dożylnie

2. Przypadkowe naruszenie ciągłości tkanek niesterylnym przedmiotem:
- wypadkowe
- w czasie nieinwazyjnego zabiegu medycznego (np. wlew doodbytniczy)
- w czasie nieinwazyjnego zabiegu kosmetycznego (np. manicure)
- poprzez wspólne używanie przyborów toaletowych łatwo kaleczących skórę czy błonę śluzową (np. szczoteczki do zębów)